# Anidorus sanguinolentus
Anidorus sanguinolentus is een keversoort uit de familie schijnsnoerhalskevers (Aderidae). De wetenschappelijke naam van de soort werd in 1861 gepubliceerd door Ernst August Hellmuth von Kiesenwetter.